# Voo American Airlines 77
O Voo American Airlines 77 foi o terceiro voo sequestrado nos ataques de 11 de setembro de 2001 aos Estados Unidos, e foi deliberadamente arremessado contra o Pentágono, sede do Departamento de Defesa do país. A aeronave, que fazia a ligação entre os aeroportos de Washington-Dulles e de Los Angeles, foi sequestrada por cinco jihadistas sauditas 30 minutos após a decolagem. Os sauditas entraram na cabine e obrigaram os passageiros a irem para a parte traseira da aeronave. Hani Hanjour, um dos sequestradores, assumiu o controle da aeronave como piloto. Escondido dos sequestradores, apenas um passageiro pôde fazer uma ligação telefônica à sua família informando do acontecido.

## Embarque dos sequestradores

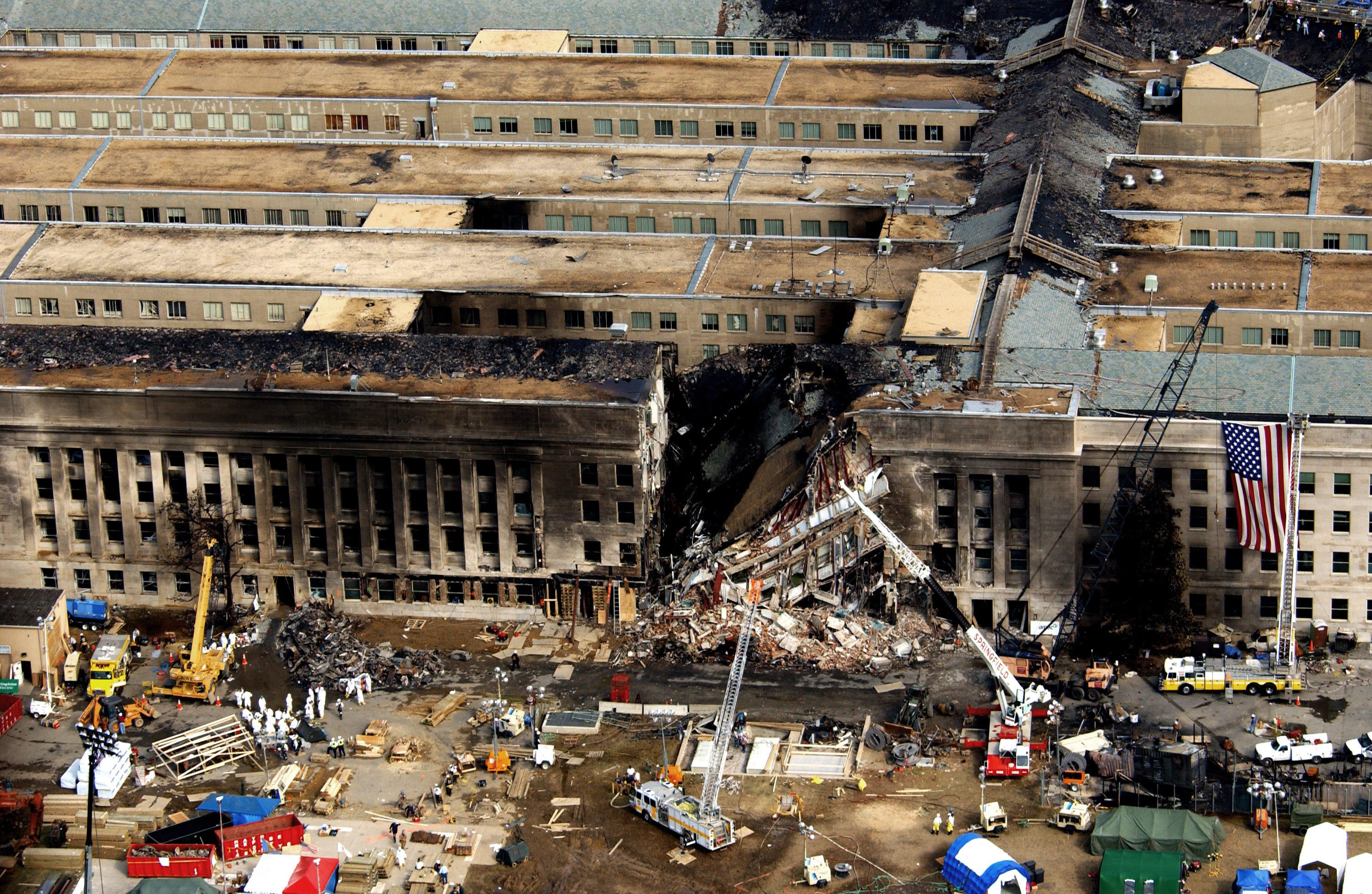
Prédio do Pentágono após o ataque.

Hani Hanjour, Nawaf al-Hazmi e Khalid al-Mihdhar e os outros dois, saíram de um hotel pro Aeroporto de Dulles. Todos chegaram em Dulles às 7h15, Majed Moqed e Khalid al-Mihdhar entraram no aeroporto e passaram pelo detector de metais da Argenbright Security três minutos depois. Porém, o detector apitou quando Moqed estava carregando um objeto cortante; Mas o segurança deixou o passar. Às 7h29, Hanjour passou pelo detector de metais sem nenhum problema, 6 minutos depois; os irmãos Nawaf e Salem al-Hazmi passaram pelo detector de metais, mas apitou em Nawaf, e conseguiu passar. Hanjour foi perseguido pelos irmãos al-Hazmi, que passaram pelo detector de metais. Às 7h50, Hanjour sentou no assento 1B, os irmãos al-Hazmi sentaram nos assentos 5E e 5F (da primeira classe) e Moqed e al-Mihdhar sentaram nos assentos 12A e 12B (da classe econômica). Hanjour, al-Mihdhar e Moqed foram sinalizados pelo CAPPS, mas o check-in de todos foi concluído. O voo estava programado para partir às 08h10, mas ele decolou 10 minutos atrasado.

## Sequestro
O sequestro começou às 08h50 até 08h54, diferente dos outros três voos, esse não reportou bomba e nem esfaqueamento. Mas os sequestradores começaram a empurrar os passageiros e tripulantes (incluindo os pilotos) para o fundo do avião. Hani Hanjour e Nawaf al-Hazmi entraram no cockpit e enquanto Salem al-Hazmi, Mihdhar e Moqed, falaram para os passageiros e tripulantes ficarem quietos. Hanjour assumiu o controle do avião, desligou o transponder e desviou a rota do avião para Washington, D.C.. O controle tentou várias vezes entrar em contato com avião, sem sucesso. Dois caças F-16 decolaram da Base aérea de Falcon para interceptar o voo 77, mas o NORAD confundiu o voo 77 com o voo 11. Enquanto os terroristas deram o 360 graus para direita em direção ao Pentágono. Às 09:37:46, o voo 77 colidiu com a face oeste do Pentágono contra o andar 1 e 3.

## A aeronave

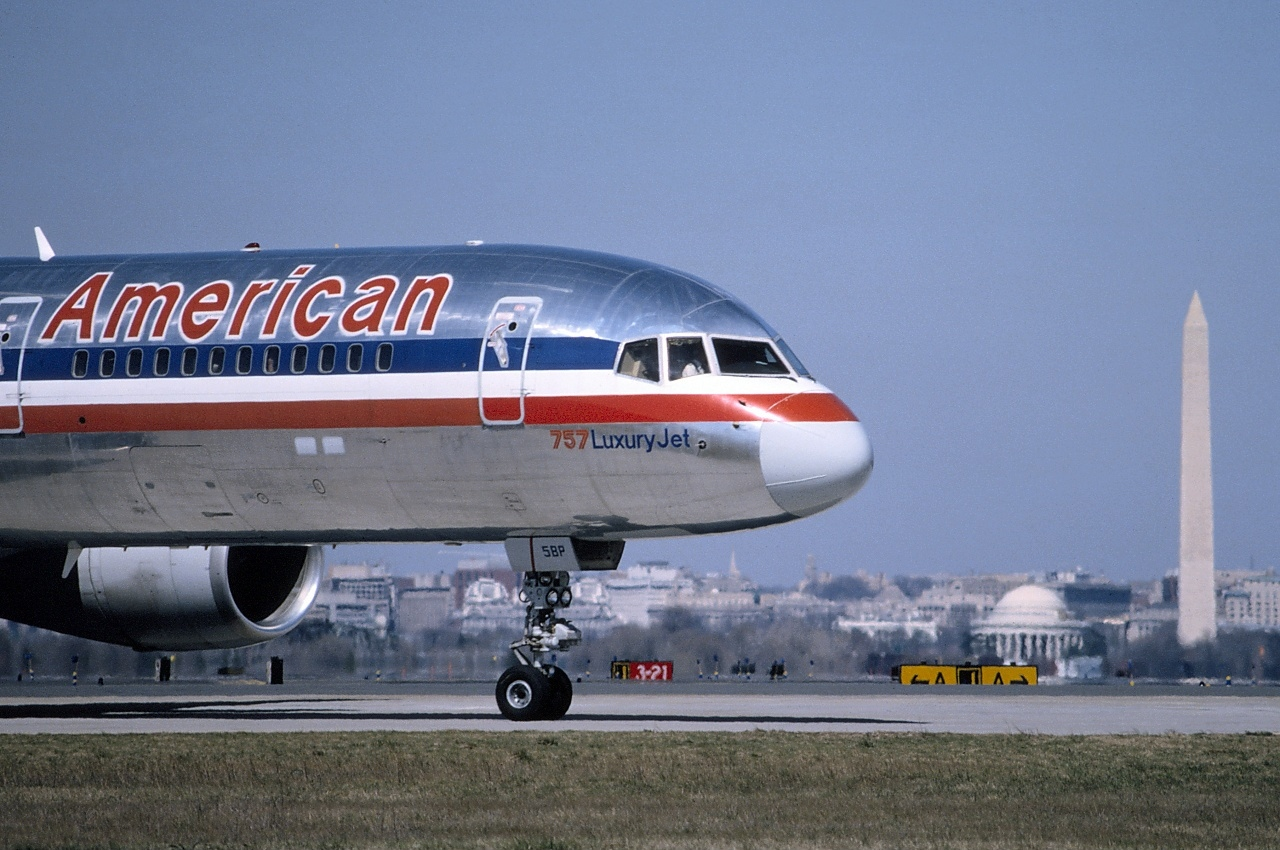
A aeronave Boeing 757-223 registro N644AA no Aeroporto Ronald Reagan em março de 1995.

A aeronave utilizada foi um Boeing 757-223, de registro N644AA, construída em 1991, tinha capacidade para 188 passageiros. No voo havia 58 passageiros, resultando em uma ocupação de 33%

## Sequestradores
- Hani Hanjour  Arábia Saudita
- Nawaf al-Hazmi  Arábia Saudita
- Khalid al-Mihdhar  Arábia Saudita
- Majed Moqed  Arábia Saudita
- Salem al-Hazmi  Arábia Saudita